# Gongylanthus muelleri
Gongylanthus muelleri là một loài rêu tản trong họ Arnelliaceae. Loài này được (Gottsche) Stephani miêu tả khoa học lần đầu tiên năm 1906.